# Фишер, Эдуард (ботаник)
Эдуард Фишер (нем. Eduard Fischer; 1861—1939) — швейцарский миколог и фитопатолог, ботаник.

## Биография
Эдуард Фишер родился 16 июня 1861 года в городе Берн в семье ботаника Людвига Фишера (1828—1907). Учился в Бернском университете, в 1883 году окончил его со степенью бакалавра. Затем вместе с Генрихом Антоном де Бари изучал гастеромицеты в Страсбургском университете. С 1884 по 1885 Фишер продолжал учиться в Берлине у А. В. Эйхлера, П. Ф. А. Ашерсона и С. Швенденера. С 1885 года Эдуард Фишер преподавал в Бернском университете, в 1893 году был назначен адъюнкт-профессором. С 1897 по 1933 Фишер был профессором ботаники и общей биологии. Также он сменил своего отца на должности директора Бернского ботанического сада и института. В 1899 году Фишер женился на Иоганне Грунер. Эдуард Фишер принимал участие в обработке семейств грибов для работ Sylloge fungorum Саккардо, Kryptogamen-Flora Рабенхорста и Die natürlichen Pflanzenfamilien Энглера и Прантля. Фишер скончался 18 ноября 1939 года в Берне.
Сын — видный музыковед и общественный деятель Курт фон Фишер (1913-2003).

## Некоторые научные работы
- Fischer, E. in Saccardo, P.A. (1888). Sylloge Gasteromycetum. Sylloge fungorum. Vol. 7 (1).
- Fischer, E. in Rabenhorst, G.L. (1897). Ascomycetes, Tuberascaceae, Hemiascaceae. Kryptogamen-Flora Ed. 2. Vol. 1 (5).
- Fischer, E. in Engler, A. & Prantl, K. (1897—1900). Tuberineae, Plectascineae, Phallineae, Hymenogastrineae, Lycoperdineae, Nidularineae, Plectobasidiineae. Die natürlichen Pflanzenfamilien[англ.]. Ed. 1.
- Fischer, E. in Engler, A. & Prantl, K. (1933—1938). Tuberineae, Geneaceae, Eutuberaceae, Tereziaceae, Gasteromyceteae, Hymenogastrineae, Melanogastraceae, Hymenogastraceae, Hysterangiaceae, Hydnangiaceae, Sclerodermatineae, Sclerodermataceae, Calostomataceae, Tulostomataceae, Sphaerobolaceae, Nidulariineae, Arachniaceae, Nidulariaceae, Lycoperdineae, Lycoperdaceae, Geastraceae, Phallineae, Clathraceae, Phallaceae, Podaxineae, Secotraceae, Podaxaceae. Die natürlichen Pflanzenfamilien. Ed. 2.

## Роды, названные в честь Э. Фишера
- Fischerula Mattir., 1928